# Prepona joiceyi
Prepona joiceyi is een vlinder uit de familie van de Nymphalidae. De wetenschappelijke naam van de soort is voor het eerst geldig gepubliceerd in 1931 door Eugène Le Moult.